# Фасции
Фасциите (лат. fasces) в Древния Рим са знак за магистратска власт (т.е. за правораздавателна, съдебна власт). Те представляват сноп пръчки, привързан с ремъци, който се носи от ликтор. Когато магистратът е извън Рим, в снопа се поставя и секира завързана с червена лента, знак за военните му прерогативи – да изпълнява телесни и смъртни наказания.
При среща на двама магистрати ликторите на този с по-малка власт навеждат фасциите си надолу в знак на почит.

## Символ на върховна власт
В Древния Рим консулите излизат пред Народното събрание, носейки и навеждайки фасциите си в израз на уважение към суверена.

## Фасции и фашизъм
Името на народното фашистко движение на Бенито Мусолини в Италия през 20 век идва от фасциите на Древен Рим.

## Легенда за снопа с пръчки

### Хан Кубрат
Преди смъртта си, хан Кубрат събрал синовете си и им показал силата на снопа пред тази на отделната пръчка.

### Княз Святополк I
Легенда се появила за пръв път във вълшебна приказка при просветения византийски император Константин VII Порфирогенет около 10 век. Гласи, че княз Святополк I събрал синовете си и поискал от тях да строшат първо отделна съчка, а после сноп, за да се убедят в силата на единението.

### Скилур
Историкът Плутарх в произведението си „Изречения на царе и пълководци“ пише за Скилур (владетелят на царските скити, II век пр.н.е.) и неговите 80 синове, където пресъздава този сюжет – бащата кара синовете си да пречупят сноп стрели.

### Алун Гоа
Познатият мотив се среща и в „Тайната история на монголите“, преведена на български от Александър Федотов. Алун Гоа показва на петимата си синове силата на снопа стрели и отделната стрела.

### Баснята на Езоп
Баснята на Езоп (620 – 560 г. пр. н.е.) „Селянинът и неговите синове“ е вероятният първообраз на легендата за снопа пръчки, разпространена в цяла Европа. В нея един селянин събрал синовете си, които непрекъснато се карали и поискал от тях първо да опитат да счупят сноп, а след това отделна пръчка от него.